# Mike Smith (baloncestista de 1997)
Mike Smith (Burr Ridge, Illinois, 13 de octubre de 1997) es un jugador de baloncesto estadounidense que forma parte de la plantilla del Astoria Bydgoszcz de la Polska Liga Koszykówki. Con 1,80 metros de altura, su posición es la de base.

## Trayectoria
Nacido en Burr Ridge (Illinois), se formó en el Fenwick High School de (Oak Park, Illinois) hasta 2016, fecha en la que ingresó en la Universidad de Columbia, situada en la ciudad de Nueva York, donde jugaría durante cuatro temporadas la NCAA con los Columbia Lions, desde 2016 a 2020.
En 2020, cambia de universidad e ingresa en la Universidad de Míchigan, donde jugaría la temporada 2020-21 la NCAA con los Michigan Wolverines.
Tras no ser elegido en el draft de 2021, se unió a los Milwaukee Bucks para disputar la Liga de verano de la NBA de 2021. Fue seleccionado en la posición número 13 de la segunda ronda del draft de la NBA G League 2021 por los Sioux Falls Skyforce. En 42 partidos durante la temporada 2021-22 de la NBA G League, promedió 9,1 puntos, 2,5 rebotes y 3,8 asistencias por partido.
El 3 de mayo de 2022, Smith firmó con los Wellington Saints para la temporada 2022 de la NBL de Nueva Zelanda.
El 4 de agosto de 2022, firma con el Astoria Bydgoszcz de la Polska Liga Koszykówki.